# Верховный представитель по Боснии и Герцеговине
Верховный представитель по Боснии и Герцеговине (англ. High Representative for Bosnia and Herzegovina) — должность, созданная для исполнения Дейтонского мирного соглашения в 1995 году. Возглавляет Аппарат Верховного представителя (англ. Office of the High Representative, OHR).
Верховный представитель и его аппарат представляют страны, участвующие в Дейтонском соглашении через Совет по выполнению Мирного соглашения (англ. Peace Implementation Council). В период с 2002 по 2011 годы Верховный представитель также выполнял функции Специального представителя Европейского союза в Боснии и Герцеговине. Все Верховные представители имеют полномочия от Организации Объединённых Наций.
27 февраля 2007 года Совет по выполнению Мирного соглашения решил прекратить мандат Верховного представителя с 30 июня 2008 года. Однако в феврале 2008 года было принято решение продлить мандат на неопределённый срок.

## Назначение
В п. 2 ст. 1 Приложения 10 к Общему рамочному соглашению о мире в Боснии и Герцеговине (Дейтонскому соглашению) сказано: Учитывая сложность стоящих перед ними задач, Стороны обращаются с просьбой о назначении Верховного представителя, которое должно быть осуществлено согласно соответствующим резолюциям Совета Безопасности Организации Объединенных Наций, для облегчения предпринимаемых Сторонами усилий, а также мобилизации и, если это целесообразно, координации деятельности организаций и учреждений, участвующих в осуществлении гражданских аспектов мирного урегулирования, путем решения порученных в рамках резолюции Совета Безопасности Организации Объединенных Наций нижеизложенных задач.
В период между парафированием Дейтонского мирного соглашения 21 ноября 1995 года и его подписанием в Париже 14 декабря 1995 года в Лондоне 8 и 9 декабря 1995 года состоялась Конференция по выполнению мирного соглашения, участниками которой были 55 стран. Лондонская конференция учредила Руководящий комитет Совета по выполнению Мирного соглашения (СВС) под председательством Верховного представителя. Его членами являются США, Россия, Великобритания, Германия, Франция, Италия, Канада, Япония, Европейский союз и Организация Исламская конференция, которую представляет Турция. Китай также был членом СВС, но вышел из него в мае 2000 года. СВС назначает нового Верховного представителя, и это назначения затем (до 2021 года) утверждалось Советом Безопасности ООН. В настоящее время власти России и политические представители Республики Сербской, как одного из двух образований в Боснии и Герцеговине, а в последнее время и политические представители хорватских партий Боснии и Герцеговины выступают за упразднение должности Верховного представителя. При этом политические представители бошняков и партий, объявляющих себя общегражданскими, выступают против этого, как и представители государств Запада.
В связи с тем, что исполняющий обязанности Верховного представителя с 2021 года Кристиан Шмидт приступил к исполнению своих обязанностей без согласия Совета Безопасности ООН, власти России, Китая, Республики Сербской и Сербии сочли его нелегитимным.

## Полномочия

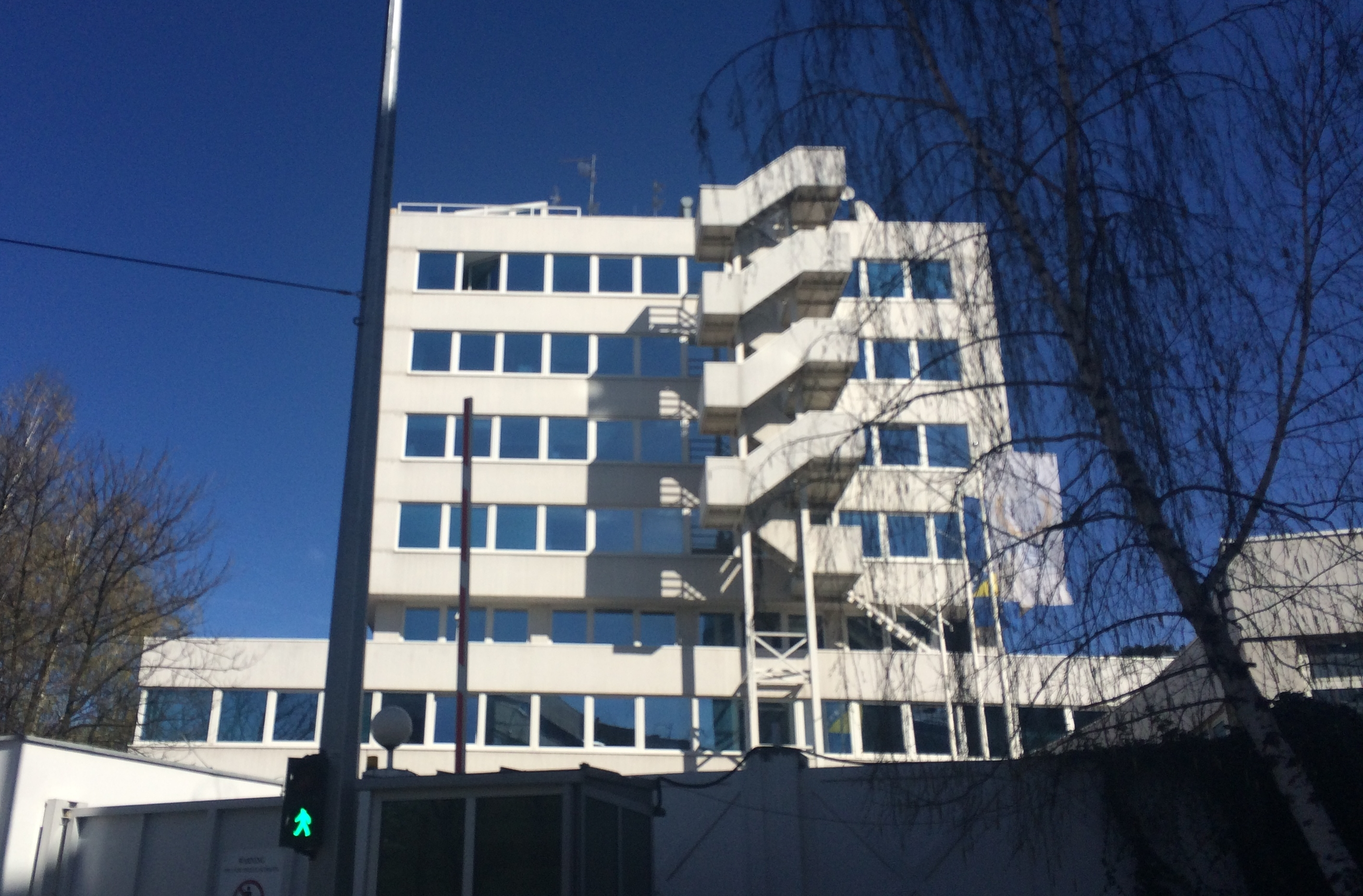
Здание Аппарата Верховного представителя в Сараево (квартал Грбавица).

Полномочия Верховного представителя были определены в 1997—1998 годах на Боннско-Петерсбергском и Мадридском заседаниях Советом по выполнению Мирного соглашения (англ. Peace Implementation Council) и дают Верховному представителю следующие права:
- Определять место и время совместных заседаний органов власти Боснии и Герцеговины и порядок председательства на них.
- В случаях, если стороны в Боснии и Герцеговине не придут к соглашению, выносить временные решения, обязательные для исполнения всеми органами власти.
- Снимать с должности любое должностное лицо как в Боснии и Герцеговине, так и в составляющих неё энтитетах.
- Запрещать любому лицу участие в выборах и занятие любой «выборной или назначаемой общественной должности, равно как и должности в политических партиях».

Верховные представители активно пользовались этими правами. Так, Карлос Вестендорп в 1997—1998 годах самостоятельно утвердил собственный дизайн герба и флага Боснии и Герцеговины, а также закон о гражданстве Боснии и Герцеговины. Он же отменил все решения, вынесенные судами Республики Сербской о прекращении жилищных прав и перераспределении квартир с 30 апреля 1991 года.
Неоднократно Верховные представители вмешивались в процесс замещения высших государственных должностей. Так, тот же Карлос Вестендорп 5 марта 1999 года объявил об отрешении Николы Поплашена от должности Президента Республики Сербской, что тем было проигнорировано, после чего это решение было исполнено принудительно 2 сентября 1999 года следующим Верховным представителем, Вольфгангом Петричем, который затем до 16 декабря 2000 года не признавал вступление на пост избранного Президента Мирко Шаровича. 7 марта 2001 член Президиума Боснии и Герцеговины от хорватов Анте Елавич был отстранён с поста решением Вольфганга Петрича, 9 мая 2005 с этого поста решением  Джереми Джона Дарэма Эшдауна, барона Эшдаун был отстранён другой хорват, Драган Чович. 2 апреля 2003 был вынужден подать в отставку с поста председателя президентства его член от сербов Мирко Шарович, обвинённый бароном Эшдауном в причастности к нарушениям оружейного эмбарго в отношении Ирака.

## Список Верховных представителей
| # | Портрет | Имя                                                                                                 | Начало полномочий | Конец полномочий | Страна         |
| - | ------- | --------------------------------------------------------------------------------------------------- | ----------------- | ---------------- | -------------- |
| 1 |         | Нильс Даниель Карл Бильдт (1949—) швед. Nils Daniel Carl Bildt                                      | 14 декабря 1995   | 17 июня 1997     | Швеция         |
| 2 |         | Карлос Вестендорп-и-Кабеса (1937—) исп. Carlos Westendorp y Cabeza                                  | 17 июня 1997      | 17 августа 1999  | Испания        |
| 3 |         | Вольфганг Петрич (1947—) нем. Wolfgang Petritsch                                                    | 18 августа 1999   | 26 мая 2002      | Австрия        |
| 4 |         | Джереми Джон Дарэм Эшдаун, барон Эшдаун (1941—2018) англ. Jeremy John Durham Ashdown, Baron Ashdown | 27 мая 2002       | 31 января 2006   | Великобритания |
| 5 |         | Кристиан Шварц-Шиллинг (1930—) нем. Christian Schwarz-Schilling                                     | 1 февраля 2006    | 30 июня 2007     | Германия       |
| 6 |         | Мирослав Лайчак (1963—) словац. Miroslav Lajčák                                                     | 1 июля 2007       | 28 февраля 2009  | Словакия       |
| 7 |         | Валентин Инцко (1949—) нем. Valentin Inzko                                                          | 1 марта 2009      | 31 июля 2021     | Австрия        |
| 8 |         | Кристиан Шмидт (1957—) нем. Christian Schmidt                                                       | 1 августа 2021    | действующий      | Германия       |